# Infinity Engine
Infinity Engine é um motor de jogo que permite a criação de projeção de RPGs isométricos. Foi originalmente desenvolvido pela BioWare para um protótipo de RTS nomeado Battleground Infinity, que foi completamente remodelado para se tornar o primeiro título da série Baldur's Gate. A BioWare usou o motor novamente nos outros títulos da série, e também licenciou-o à Black Isle Studios.
A Infinity Engine fornece suporte para jogos de gameplay pausável em tempo real(ou seja: você pode pausar o jogo e dar ordens aos personagens enquanto o jogo está parado). O motor apresenta gráficos pré-renderizados em 2D e personagens feitos com sprites. Apesar de ser em 2D a maior parte do tempo, o jogo Baldur's Gate II adicionou o uso de OpenGL para acelerar a renderização. 
Originalmente programada para ter uma party(grupo) de até seis personagens, a Infinity Engine é o sucessor espiritual do motor Gold Box, e forneceu a base para cinco RPGs de computador baseados no universo de Dungeons & Dragons, além de pacotes de expansão e fanmades. 
Foi sucedido pelo motor da BioWare, Aurora Engine.

## Jogos que usam a Infinity Engine
Os seguintes jogos e expansões usam a Infinity Engine como motor de jogo:
- Baldur's Gate (1998)
  - Baldur's Gate: Tales of the Sword Coast (1999)
- Planescape: Torment (1999)
- Icewind Dale (2000)
  - Icewind Dale: Heart of Winter (2001)
  - Icewind Dale: Heart of Winter: Trials of the Luremaster (2001)
- Baldur's Gate II: Shadows of Amn (2000)
  - Baldur's Gate II: Throne of Bhaal (2001)
- Pool of Radiance: Ruins of Myth Drannor (2001)
- Icewind Dale II (2002)